# Loreto (Misiones)
Loreto é um município da Argentina, Província de Misiones, departamento Candelaria. Possui uma população de 1.201 habitantes (INDEC 2001). A cidade possui as Ruínas Jesuítas de Nuestra Señora de Loreto.